# Загора
Загора (хорв. Zagora) — название географического района во внутренней южной части Хорватии, известное также как Далматинская Загора (хорв. Dalmatinska Zagora). Название Загора означает за горами.

## География
Загора занимает территорию от Шибеника до Боснии и Герцеговины. Край расположен на территории Сплитско-Далматинской и Шибенско-Книнской жупаний. Здесь находятся города Шибеник, Трогир, Каштела, Солин, Сплит, Задар и Макарска.
Высшая точка — гора Динара, центральный пик Динарского нагорья (1831 м).

## Климат
Преобладает континентальный климат с суровой и очень холодной зимой и жарким летом с частыми дождями.

## Достопримечательности
На территории Загоры протекает река Крка и расположен одноименный национальный парк. Парк известен своими глубокими каньонами, вырезанными в горном плато, а также водопадами. Из исторических памятников — монастырь францисканцев.